# Return to Forever (칙 코리아의 음반)
| 전문가 평가                          | 전문가 평가 |
| 평가 점수                            | 평가 점수   |
| 출처                                 | 점수        |
| ------------------------------------ | ----------- |
| AllMusic                             | [ 1 ]       |
| The Rolling Stone Jazz Record Guide  | [ 2 ]       |
| The Penguin Guide to Jazz Recordings | [ 3 ]       |

《Return to Forever》는 미국의 재즈 피아니스트 칙 코리아의 재즈 퓨전 음반으로, 같은 이름의 밴드의 데뷔 음반 기능을 동시에 했다. 이 그룹의 이후 음반과는 달리 ECM 레코드에 의해 발매되었고 만프레트 아이허에 의해 프로듀싱되었다. 이 음반은 1975년까지 미국에서 발매되지 않았다. 이 음반은 종종 일렉트릭 재즈의 고전적인 음반 중 하나로 여겨진다.

## 배경
이 음반은 그룹의 다른 음반들과 달리 ECM 레코드가 발매하고 만프레트 아이허가 프로듀싱했고, 1975년까지 미국에서 판매되지 않았다.
음반의 B-사이드는 〈Sometime Ago - La Fiesta〉라는 긴 제목으로 구성되어 있다. 먼저 일렉트릭 피아노에 칙 코리아, 베이스에 스탠리 클라크, 플루트에 조 파렐과 함께 즉흥 연주가 소개되고, 그 다음에 플로라 푸림이 부른 두 번째 파트이고, 조 파렐이 항상 플루트를 연주하고 아이르투 모레이라가 드럼과 타악기를 연주하는 세 번째 파트 〈La Fiesta〉는 파렐이 소프라노 색소폰을 연주하는 플라멩코 곡조에 악기를 연주한다.

## 곡 목록
모든 곡들은 칙 코리아에 의해 작곡하였다.
| #  | 제목                              | 작사      | 재생 시간 |
| -- | --------------------------------- | --------- | --------- |
| 1. | 〈Return to Forever〉             | 기악      | 12:06     |
| 2. | 〈Crystal Silence〉               | 기악      | 6:59      |
| 3. | 〈What Game Shall We Play Today〉 | 네빌 포터 | 4:30      |

| #  | 제목                | 작사      | 재생 시간 |
| -- | ------------------- | --------- | --------- |
| 4. | 〈Already Over Me〉 | 네빌 포터 | 23:13     |